# فرد لاك
فرد لاك هو لاعب هوكي الجليد كندي، ولد في 12 مارس 1883 في Moosomin, Saskatchewan ‏ في كندا، وتوفي في 1 ديسمبر 1937.

## وصلات خارجية
- فرد لاك على موقع EliteProspects.com (الإنجليزية)